# Замок Раган
Замок Раган (англ. Rahan Castle) — один із замків Ірландії, розташований в графстві Донегол, біля міста Данкілі. Відомий також як замок МакСвіні, замок Мюррей. Колись замок був твердинею клану Суйбне (ірл. Clan Suibhne). Сама назва міста Данкілі ірландською мовою звучить як Dún Cionnaola — Дун Кіоннала — Фортеця Кіоналла. Біля замку збереглися найдавніші ірландські кам'яні хрести, які тільки дійшли до нашого часу. Нині від замку лишилися вбогі руїни.

## Історія замку Раган
Руїни стародавнього замку Раган, що розбиті атлантичними шторми, до сих пір залишаються помітними з довгого вузького мису Пойнт Сент-Джонс. Цей замок був збудований у XV столітті ірландським кланом Суйбне (Свіні, МакСвіні). Цей клан був потужним кланом Донеголу у давні часи.
Є версія, що клан МакСвіні шотландського походження, що люди цього клану переселились в Ірландію з Аргайлу (Шотландія) у ХІІІ столітті. Вони були воїнами-піхотинцями, так званими галлоглассами (ірл. galloglasses) — «іноземними воїнами», що наймалися на службу в тому числі вождям ірландських кланів, в тому числі вождям клану О'Доннелл. Але є версія, що клан Суйбне має ірландське походження, і мають давні зв'язки з землями Донеголу і походять від Суйбне О'Ніла — короля Айлеху.
У пізніших війнах між кланами О'Ніл та О'Доннелл, клан МакСвіні бився на стороні клану О'Ніл.
Замок Раган був побудований у середині XV століття кланом МакСвіні. Замком володіли вожді клану, аж доки Ольстер не був остаточно захоплений Англією. Вождь клану МакСвіні — Доннхад Мак Свіні був останнім вождем клану, який володів цим замком.
Британські колоністи, які захопили Ольстер, землі і замок Раган були переважно з Шотландії. Очолювали захоплення Ольстера Вільям Стюарт та Джон Мюррей, що були фаворитами короля Англії та Шотландії Джеймса VI. Джон Мюррей отримав титул граф Аннандейл в 1625 році.
У 1640 році після смерті Джона Мюррея, його син Джеймс став графом Аннандейл і придбав великі землі на південному заході Донеголу. Джеймс Мюррей помер бездітним, а потім його двоюрідний брат, Роберт Крейтон, захопив маєтки та замок і змінив своє ім'я на Мюррей.
За переписом Ірландії 1659 року право власності на замок Раган заявили сер Роберт Мюррей, Арчібальд Пірсон, Джон Грігс та Джеймс Крейтон. Мабуть після 1641 року замок і маєток були предметом довгої судової тяганини і в часи правління короля Карла II. Роберт Мюррей з Бротона (Шотландія) та його кузен отримали підтвердження на право власності. Але ворожнеча тривала, і справа затягнулася в судах Ірландії, Шотландії та Англії. Крейтонам не вдалося отримати будь-які рішення на їх користь, замок був тоді без власників і орендарів і поступово занепав.
Мюрреї з Бротона ніколи не були впевнені в своїх правах на маєток і замок, вони зазнавали труднощів при продажі його навіть у ХІХ столітті. Садиба та замок були у під контролем опікунів з Дубліна, але врешті-решт мешканці, які там жили і використовували землі, почали платити орендну плату Девіду Крейтону. Проте, Мюрреї-Стюарти були офіційними власниками, аж доки у ХХ столітті Земельна комісія Ірландії не взяла під свій контроль ці землі і замок.